# Krzysztof Mączyński
Krzysztof Mączyński (Krakau, 23 mei 1987) is een Pools voetballer die als middenvelder speelt. Hij verruilde in 2017 Wisła Kraków voor Legia Warschau.

## Clubcarrière
Mączyński begon bij Wisła Kraków waar hij niet wist door te breken in het eerste team. Na twee verhuurperiodes bij ŁKS Łódź, ging hij in 2011 naar Górnik Zabrze. In januari 2014 ging Mączyński voor het Chinese Guizhou Renhe spelen. In 2015 keerde hij terug bij Wisła Kraków. In 2017 ging hij naar Legia Warschau.

## Interlandcarrière
Op 15 november 2013 debuteerde Mączyński voor het Pools voetbalelftal als invaller na 76 minuten voor Tomasz Jodłowiec in een vriendschappelijke wedstrijd tegen Slowakije. Op 14 oktober 2014 scoorde hij zijn eerste interlandoelpunt in de EK-kwalificatiewedstrijd tegen Schotland. Mączyński maakte deel uit van de Poolse selectie op het Europees kampioenschap voetbal 2016. Polen werd in de kwartfinale na strafschoppen uitgeschakeld door Portugal (1–1, 3–5). Jakub Błaszczykowski was de enige speler die miste.

## Erelijst
- Ekstraklasa: 2007/08
- Poolse beloftencompetitie: 2007/08
- I liga: 2010/11
- Chinese Supercup: 2014